# Triphosphorpentanitrid
Triphosphorpentanitrid ist eine anorganische chemische Verbindung des Phosphors aus der Gruppe der Nitride.

## Gewinnung und Darstellung
Triphosphorpentanitrid kann durch Reaktion von Phosphorsulfidammoniakat P4S10·14 NH3 mit Ammoniak oder Wasserstoff bei hohen Temperaturen gewonnen werden. Diese Methode wurde 1903 von Stock und Hoffmann erstmals verwendet. Ebenfalls möglich ist die Darstellung durch Reaktion von Phosphornitrilchlorid (PNCl2)3 mit Ammoniak bei 825 °C. Beide Umsetzungen verlaufen über mehrere Zwischenstufen.
Es kann auch durch Ammonolyse von Phosphorpentachlorid bei 780 °C gewonnen werden, wobei ein farbloses Gemisch aus α- und β-P3N5 entsteht.
{\displaystyle \mathrm {3\ PCl_{5}+5\ NH_{4}Cl\longrightarrow P_{3}N_{5}+20\ HCl} }
Phasenrein entsteht α-Triphosphorpentanitrid bei der Pyrolyse von [P(NH2)4]I bei 825 °C.
{\displaystyle \mathrm {3\ [P(NH_{2})_{4}]I\longrightarrow P_{3}N_{5}+3\ NH_{4}I+4\ NH_{3}} }

## Eigenschaften
Triphosphorpentanitrid ist ein weißer, geruch- und geschmackloser Feststoff, der in allen Lösungsmitteln unlöslich ist. Im Vakuum zerfällt er bei hoher Temperatur in die Elemente. Er zersetzt sich beim Erhitzen mit Wasser im Einschmelzrohr auf 180 °C unter Bildung von Phosphorsäure und Ammoniak. Mit Sauerstoff reagiert er erst bei 600 °C. Ab 800 °C zersetzt sich die Verbindung zu Phosphor(III)-nitrid und Stickstoff.
{\displaystyle \mathrm {P_{3}N_{5}\longrightarrow 3\ PN+N_{2}} }
Triphosphorpentanitrid kommt unter normalen Bedingungen in zwei Modifikationen vor. Die Raumnetzstruktur von α-Triphosphorpentanitrid (monoklin, Raumgruppe Cc (Raumgruppen-Nr. 9), a = 812,077 pm, b = 583,433 pm, c = 916,005 pm, β = 115,809°) aus PN4-Tetraedern weist Ähnlichkeiten mit den Strukturen von Siliciumdioxid sowie Siliciumnitrid auf. Überraschenderweise tritt in α-Triphosphorpentanitrid jedoch auch eine Kantenverknüpfung von PN4-Tetraedern auf. Die bei hohen Drücken und Temperaturen gewinnbare γ-Form (orthorhombisch, Imm2 (Nr. 44), a = 1287,2 pm, b = 261,31 pm, c = 440,03 pm) besteht aus tetraedrischen PN4- und tetragonalen PN5-Einheiten, die über ein Stickstoffatom miteinander verknüpft sind. Mit Lithiumnitrid reagiert es je nach Mischungsverhältnis und Temperatur zu verschiedenen salzartigen Nitridophosphaten wie Li7PN4, Li12P3N9 oder Li10P4N10.